# Epicopeia caroli
Epicopeia caroli is een vlinder uit de familie van de Epicopeiidae. De wetenschappelijke naam van de soort is voor het eerst geldig gepubliceerd in 1909 door Janet.